# Fontrailles
Fontrailles est une commune française située dans le nord-est du département des Hautes-Pyrénées, en région Occitanie. Sur le plan historique et culturel, la commune est dans le pays d'Astarac, un territoire du sud gersois très vallonné, au sol argileux, qui longe le plateau de Lannemezan.
Exposée à un climat océanique altéré, elle est drainée par la Baïse et par divers autres petits cours d'eau.
Fontrailles est une commune rurale qui compte 168 habitants en 2022, après avoir connu un pic de population de 507 habitants en 1881. Ses habitants sont appelés les Fontraillais ou  Fontraillaises.

## Géographie

### Localisation
La commune de Fontrailles se trouve dans le département des Hautes-Pyrénées, en région Occitanie.
Elle se situe à 26 km à vol d'oiseau de Tarbes, préfecture du département, et à 3 km de Trie-sur-Baïse, bureau centralisateur du canton des Coteaux dont dépend la commune depuis 2015 pour les élections départementales.
La commune fait en outre partie du bassin de vie de Trie-sur-Baïse.
Les communes les plus proches sont : 
Sarraguzan (2,0 km), Lapeyre (2,6 km), Trie-sur-Baïse (2,8 km), Manas-Bastanous (3,2 km), Bernadets-Debat (3,3 km), Lalanne-Trie (4,0 km), Mont-de-Marrast (4,4 km), Duffort (4,7 km).
Sur le plan historique et culturel, Fontrailles
Les communes limitrophes sont  Barcugnan, Bernadets-Debat, Duffort, Manas-Bastanous, Sadournin, Sarraguzan et Trie-sur-Baïse.
| Sarraguzan (Gers) | Manas-Bastanous (Gers) | Barcugnan (Gers) |
| Bernadets-Debat   | Fontrailles            | Duffort (Gers)   |
|                   | Trie-sur-Baïse         | Sadournin        |

### Paysages et relief

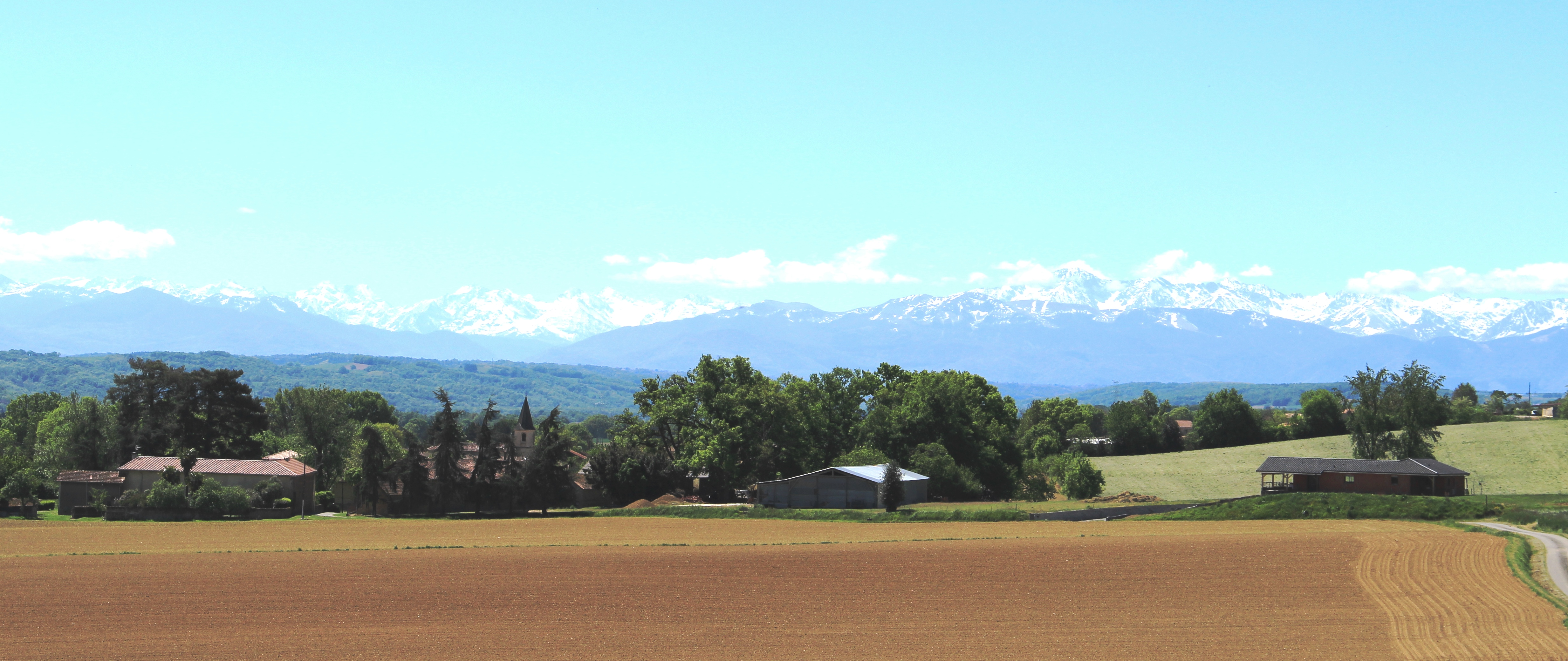
Vue en été.

### Hydrographie
La commune est dans le bassin versant de la Garonne, au sein du bassin hydrographique Adour-Garonne. Elle est drainée par le Baïse, un bras de la Baïse, un bras de la Baïse, le Jouan Laire, le ruisseau de Buzas et par deux petits cours d'eau, constituant un réseau hydrographique de 11 km de longueur totale,.
La Baïse, d'une longueur totale de 187,6 km, prend sa source dans la commune de Capvern et s'écoule du sud vers le nord. Il traverse la commune et se jette dans la Garonne à Saint-Léger, après avoir traversé 52 communes.

### Climat
Le climat est tempéré de type océanique, en raison de l'influence proche de l'océan Atlantique situé à peu près 150 km plus à l'ouest. La proximité des Pyrénées fait que la commune profite d'un effet de foehn, il peut aussi y neiger en hiver, même si cela reste inhabituel.
| Mois                              | jan.  | fév.  | mars  | avril | mai   | juin  | jui.  | août  | sep.  | oct.  | nov.  | déc.  | année   |
| --------------------------------- | ----- | ----- | ----- | ----- | ----- | ----- | ----- | ----- | ----- | ----- | ----- | ----- | ------- |
| Température minimale moyenne (°C) | 0,6   | 1,3   | 2,7   | 5,2   | 8,3   | 11,6  | 14,1  | 13,9  | 11,7  | 8     | 3,6   | 1,3   | 6,9     |
| Température moyenne (°C)          | 5,3   | 6,1   | 7,8   | 10    | 13,3  | 16,7  | 19,3  | 19    | 17,2  | 13,3  | 8,5   | 5,8   | 11,9    |
| Température maximale moyenne (°C) | 9,9   | 11    | 12,9  | 14,8  | 18,3  | 21,7  | 24,5  | 24    | 22,6  | 18,6  | 13,4  | 10,4  | 16,8    |
| Ensoleillement (h)                | 108,8 | 118,8 | 155,6 | 157,2 | 181,3 | 191,5 | 215,5 | 196,4 | 194,5 | 164,4 | 124,4 | 104,4 | 1 912,8 |
| Précipitations (mm)               | 112,8 | 97,5  | 100,2 | 105,7 | 113,6 | 80,7  | 57,3  | 70,3  | 71    | 85,2  | 93    | 112,1 | 1 099,4 |

### Milieux naturels et biodiversité
Aucun espace naturel présentant un intérêt patrimonial n'est recensé sur la commune dans l'inventaire national du patrimoine naturel,,.

## Urbanisme

### Typologie
Au 1er janvier 2024, Fontrailles est catégorisée commune rurale à habitat très dispersé, selon la nouvelle grille communale de densité à sept niveaux définie par l'Insee en 2022.
Elle est située hors unité urbaine et hors attraction des villes,.

### Occupation des sols
L'occupation des sols de la commune, telle qu'elle ressort de la base de données européenne d’occupation biophysique des sols Corine Land Cover (CLC), est marquée par l'importance des territoires agricoles (95,6 % en 2018), une proportion identique à celle de 1990 (95,6 %). La répartition détaillée en 2018 est la suivante : 
terres arables (77,1 %), zones agricoles hétérogènes (18,5 %), forêts (4,4 %).
L'IGN met par ailleurs à disposition un outil en ligne permettant de comparer l’évolution dans le temps de l’occupation des sols de la commune (ou de territoires à des échelles différentes). Plusieurs époques sont accessibles sous forme de cartes ou photos aériennes : la carte de Cassini (XVIIIe siècle), la carte d'état-major (1820-1866) et la période actuelle (1950 à aujourd'hui).

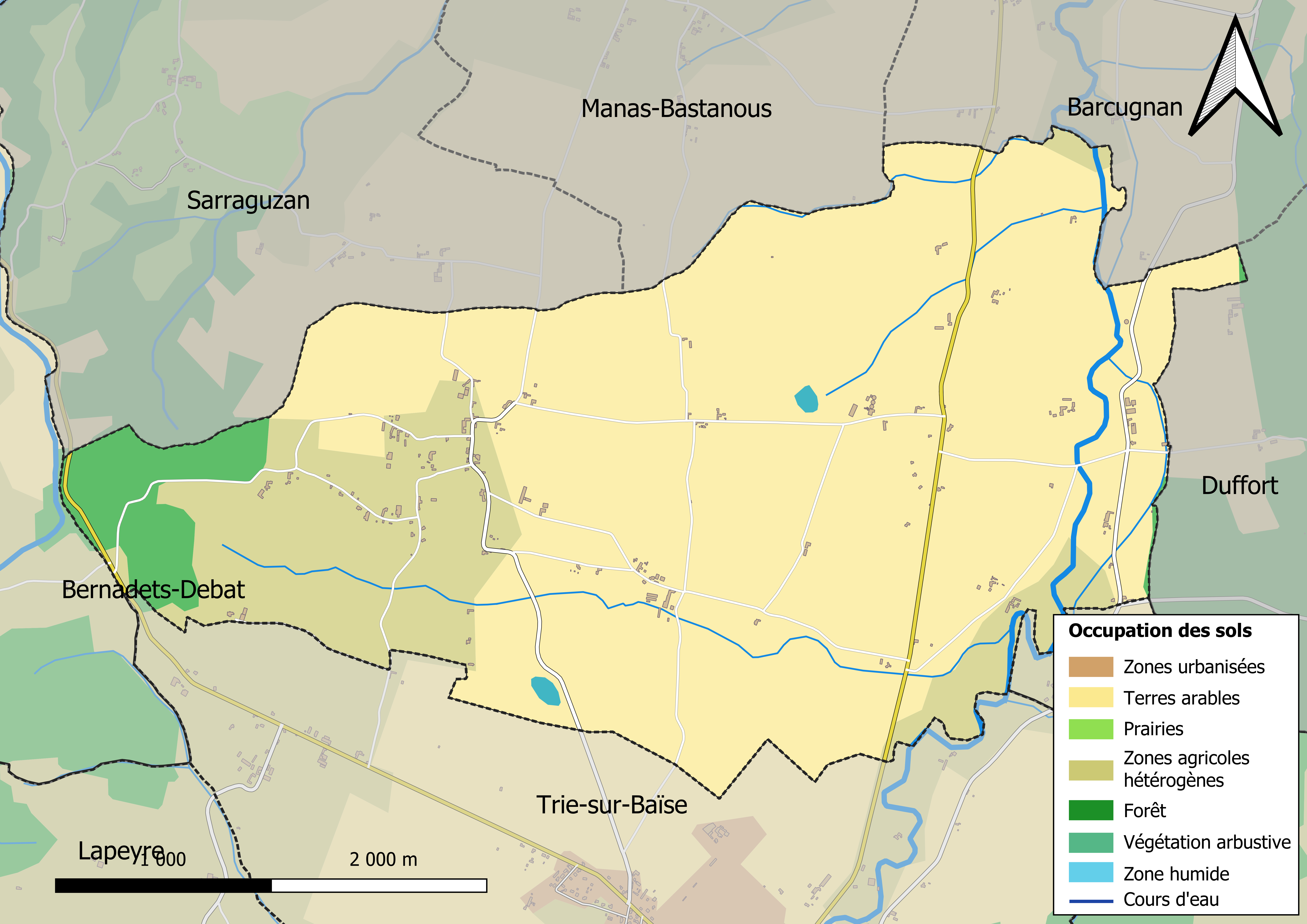
Carte des infrastructures et de l'occupation des sols en 2018 (CLC) de la commune.
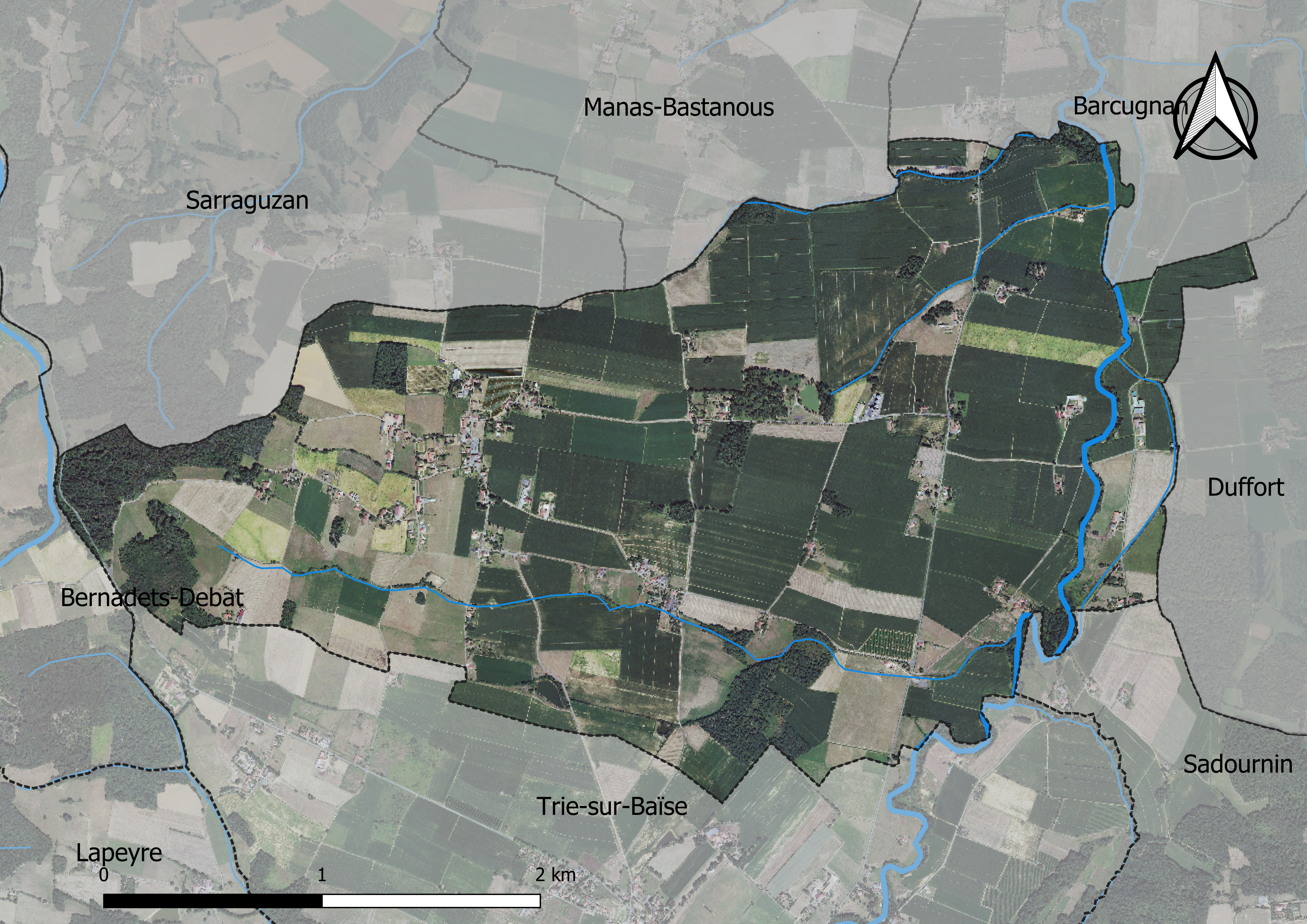
Carte orthophotogrammétrique de la commune.

### Logement
En 2012, le nombre total de logements dans la commune est de 91.

Parmi ces logements, 70,3 % sont des résidences principales, 23,1 % des résidences secondaires et 6,6% des logements vacants.

### Voies de communication et transports
Cette commune est desservie par la route départementale D 939 et par la route départementale D 17.

## Toponymie

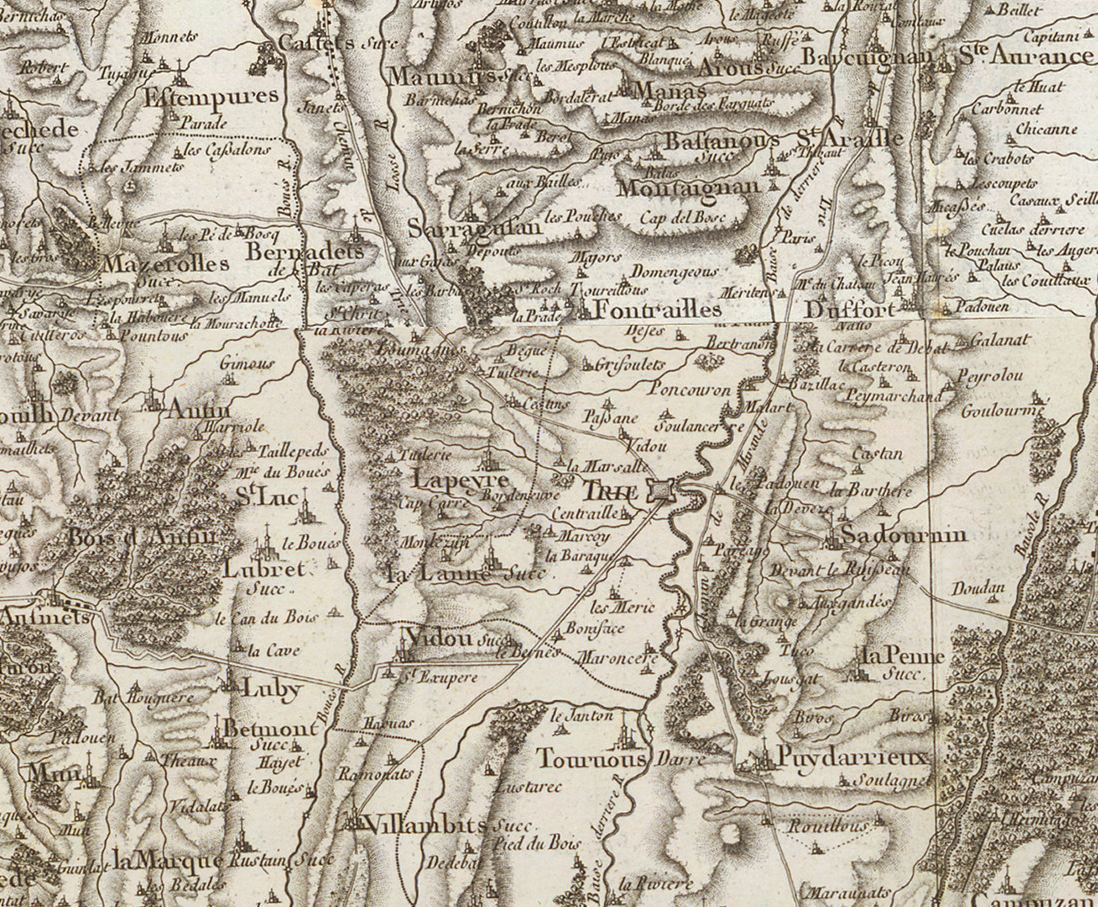
Extrait de la carte de Cassini (entre 1756 et 1789) situant Fontrailles au nord de Trie-sur-Baïse.

On trouvera les principales informations dans le Dictionnaire toponymique des communes des Hautes Pyrénées de Michel Grosclaude et Jean-François Le Nail qui rapporte les dénominations historiques du village :
Dénominations historiques :
- Ramundus dez Fontrarali, latin et gascon (1196, cartulaire de Berdoues) ;
- Willelmus de Fontarala, latin et gascon (fin XIIe siècle, ibid.) ;
- de Fontarale (v. 1230, pouillé d'Auch) ;
- de Fontralha (1405, décime Auch) ;
- Fontralhe, Fontaralha (XVe siècle, Livre rouge Auch) ;
- Fontraille (1676, (registres paroissiaux) ; 1737, ibid.) ;
- Fontaraille (1746, Brugèles) ;
- Fontrailles (fin XVIIIe siècle, carte de Cassini).

Étymologie : probablement du gascon font (= fontaine, source) et Aralha (= Eulalie).
Nom occitan : Fontralha.

## Histoire
Fontrailles était sous l'Ancien Régime une baronnie avec une justice. En 1769, le lieutenant de juge s'appelait Barthélémy Curie, de la famille de l'historien du Béarn, Curie-Seimbrès (archive privée).

### Cadastre napoléonien de Fontrailles
Le plan cadastral napoléonien de Fontrailles est consultable sur le site des archives départementales des Hautes-Pyrénées.

## Politique et administration

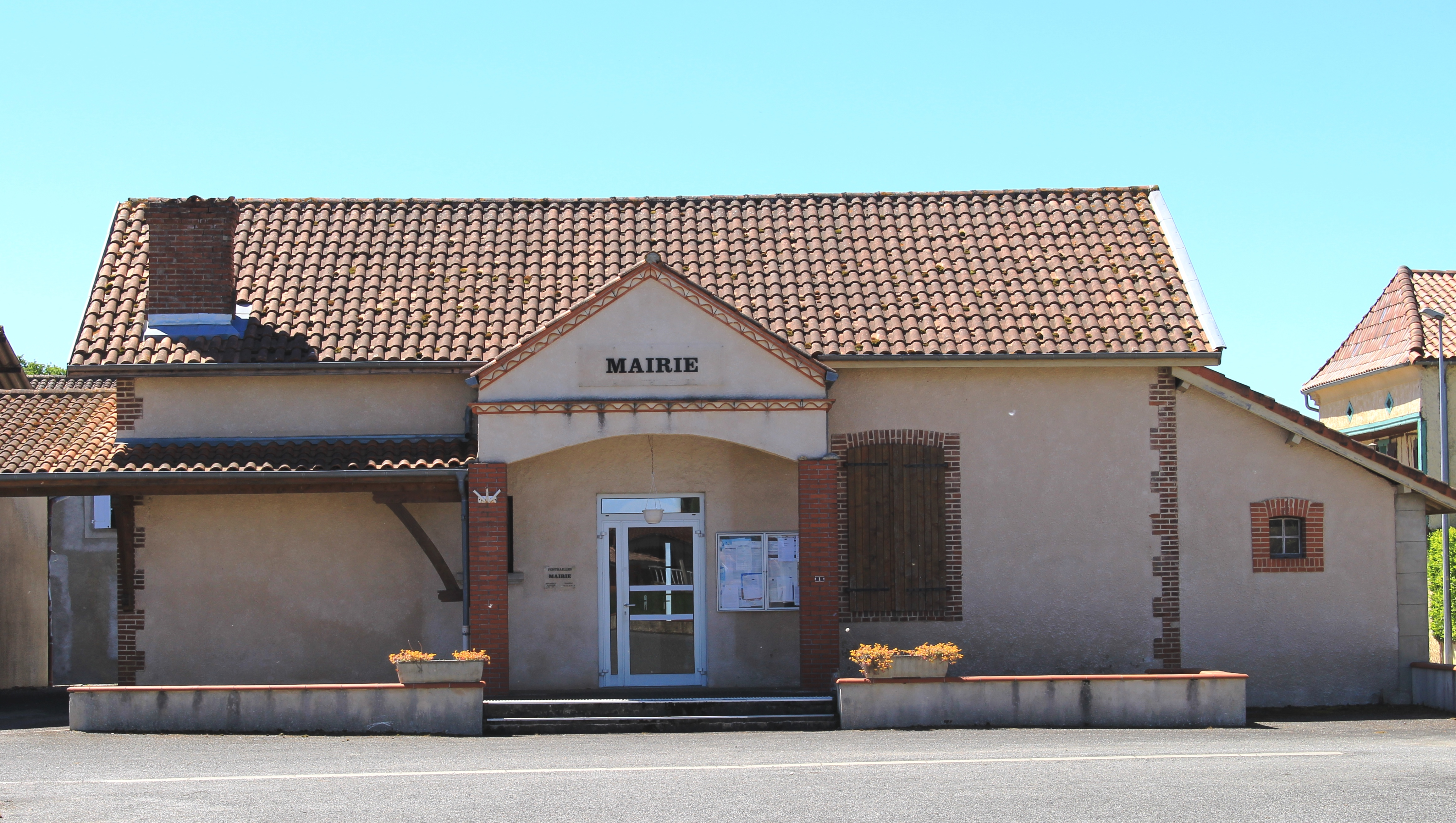
La mairie en 2019.

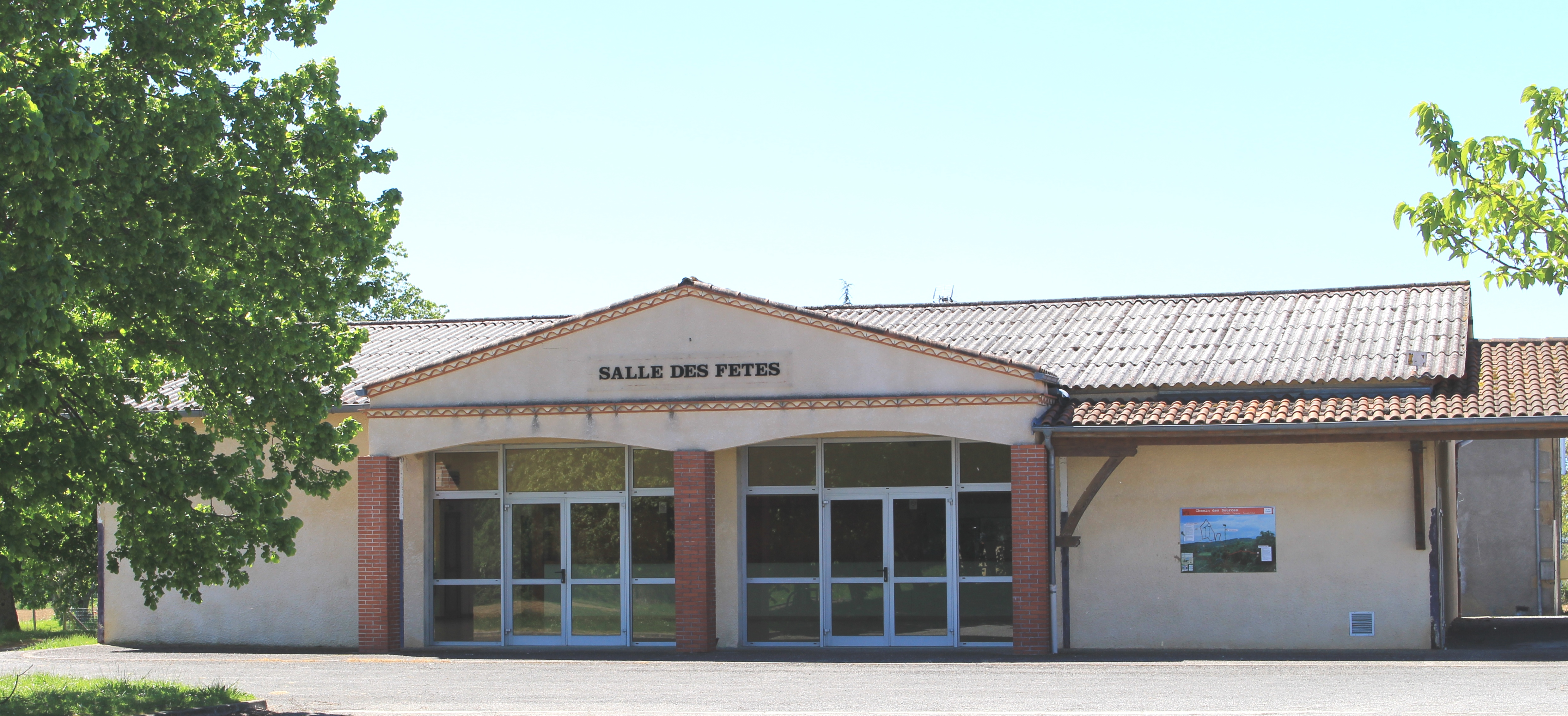
Le foyer rural en 2019.

### Liste des maires
| Période                                  | Période   | Identité          | Étiquette | Qualité |
| ---------------------------------------- | --------- | ----------------- | --------- | ------- |
| Les données manquantes sont à compléter. |           |                   |           |         |
|                                          |           |                   |           |         |
| mars 1995                                | mars 2001 | Jean-Claude Theze |           |         |
| mars 2001                                | En cours  | Christian Jolly   |           |         |

### Rattachements administratifs et électoraux

#### Historique administratif
Sénéchaussée d'Auch, élection d'Astarac, baronnie de Fontrailles, n'est pas mentionnée dans la première délimitation de 1790 (aurait d'abord été placée dans le département d'Armagnac), canton de Trie (1801).

#### Intercommunalité
Fontrailles appartient à la communauté de communes du Pays de Trie et du Magnoac créée en janvier 2017 et qui réunit 50 communes.

## Population et société

### Démographie

#### Évolution démographique
L'évolution du nombre d'habitants est connue à travers les recensements de la population effectués dans la commune depuis 1793. Pour les communes de moins de 10 000 habitants, une enquête de recensement portant sur toute la population est réalisée tous les cinq ans, les populations de référence des années intermédiaires étant quant à elles estimées par interpolation ou extrapolation. Pour la commune, le premier recensement exhaustif entrant dans le cadre du nouveau dispositif a été réalisé en 2007.

En 2022, la commune comptait 168 habitants, en évolution de +15,86 % par rapport à 2016 (Hautes-Pyrénées : +1,59 %, France hors Mayotte : +2,11 %).
| 1793 | 1800 | 1806 | 1821 | 1831 | 1836 | 1841 | 1846 | 1851 |
| ---- | ---- | ---- | ---- | ---- | ---- | ---- | ---- | ---- |
| 359  | 336  | 444  | 404  | 496  | 507  | 479  | 477  | 480  |

| 1856 | 1861 | 1866 | 1876 | 1881 | 1886 | 1891 | 1896 | 1901 |
| ---- | ---- | ---- | ---- | ---- | ---- | ---- | ---- | ---- |
| 471  | 444  | 455  | 503  | 507  | 502  | 503  | 454  | 432  |

| 1906 | 1911 | 1921 | 1926 | 1931 | 1936 | 1946 | 1954 | 1962 |
| ---- | ---- | ---- | ---- | ---- | ---- | ---- | ---- | ---- |
| 362  | 325  | 290  | 270  | 279  | 273  | 251  | 217  | 215  |

| 1968 | 1975 | 1982 | 1990 | 1999 | 2006 | 2007 | 2012 | 2017 |
| ---- | ---- | ---- | ---- | ---- | ---- | ---- | ---- | ---- |
| 211  | 172  | 153  | 146  | 147  | 151  | 151  | 135  | 151  |

| 2022 | - | - | - | - | - | - | - | - |
| ---- | - | - | - | - | - | - | - | - |
| 168  | - | - | - | - | - | - | - | - |

## Économie

### Revenus
En 2018, la commune compte 71 ménages fiscaux, regroupant 157 personnes. La médiane du revenu disponible par unité de consommation est de 21 320 € (20 420 € dans le département).

### Emploi
|                | 2008  | 2013  | 2018  |
| -------------- | ----- | ----- | ----- |
| Commune        | 2,2 % | 2,6 % | 5 %   |
| Département    | 7,7 % | 9,4 % | 9,8 % |
| France entière | 8,3 % | 10 %  | 10 %  |

En 2018, la population âgée de 15 à 64 ans s'élève à 84 personnes, parmi lesquelles on compte 83,7 % d'actifs (78,8 % ayant un emploi et 5 % de chômeurs) et 16,3 % d'inactifs,. Depuis 2008, le taux de chômage communal (au sens du recensement) des 15-64 ans est inférieur à celui de la France et du département.
La commune est hors attraction des villes,. Elle compte 30 emplois en 2018, contre 28 en 2013 et 28 en 2008. Le nombre d'actifs ayant un emploi résidant dans la commune est de 66, soit un indicateur de concentration d'emploi de 45,4 % et un taux d'activité parmi les 15 ans ou plus de 54,5 %.
Sur ces 66 actifs de 15 ans ou plus ayant un emploi, 21 travaillent dans la commune, soit 32 % des habitants. Pour se rendre au travail, 85,7 % des habitants utilisent un véhicule personnel ou de fonction à quatre roues, 1,6 % les transports en commun, 3,2 % s'y rendent en deux-roues, à vélo ou à pied et 9,5 % n'ont pas besoin de transport (travail au domicile).

## Culture locale et patrimoine

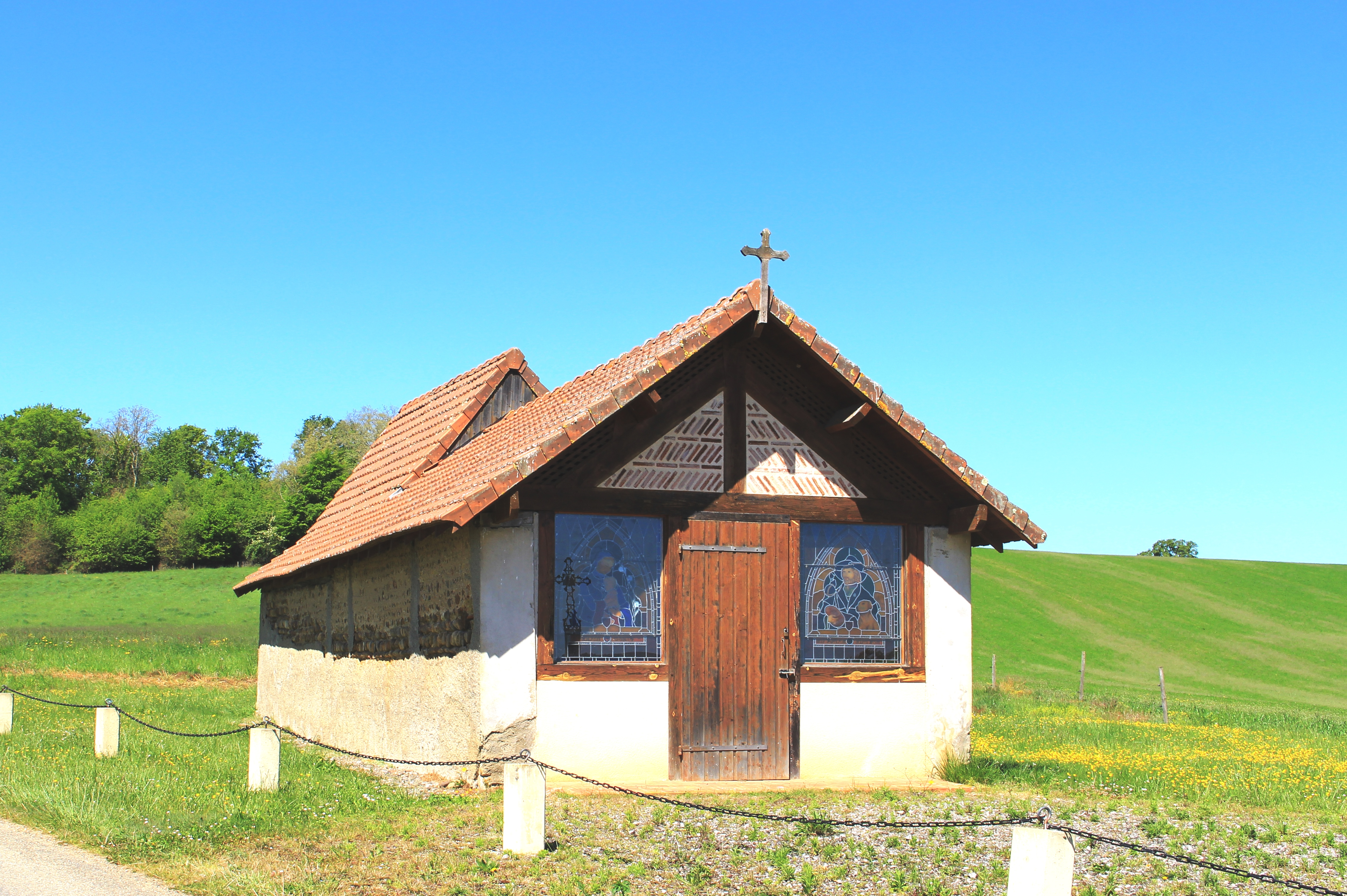
La chapelle Saint-Roch.

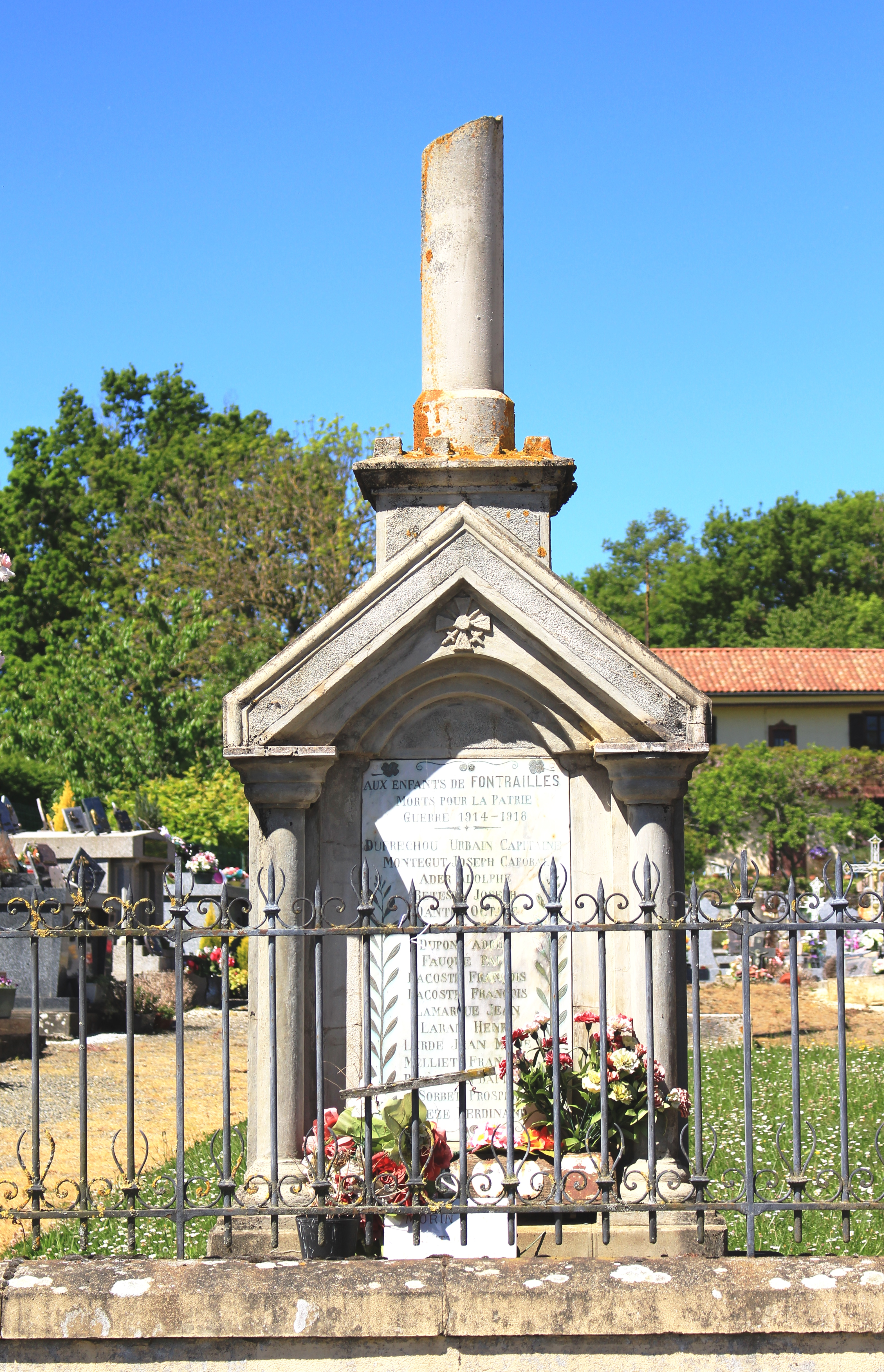
Le monument aux morts municipal.

### Lieux et monuments
- Église Martyre-de-Saint-Jean-Baptiste de Fontrailles.
- Chapelle Saint-Roch de Fontrailles.

Sélection de vues de l'église Martyre-de-Saint-Jean-Baptiste en 2019.
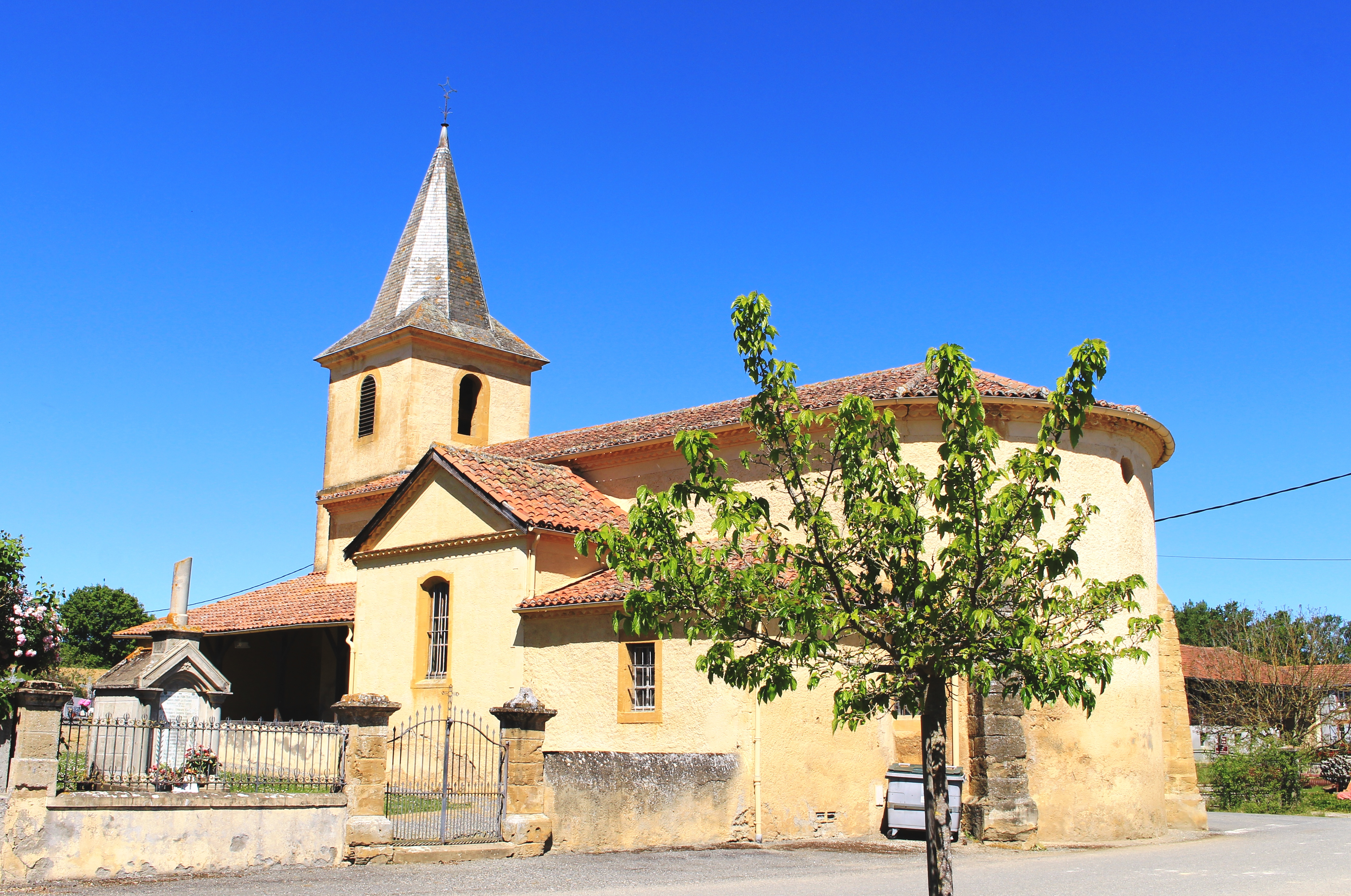
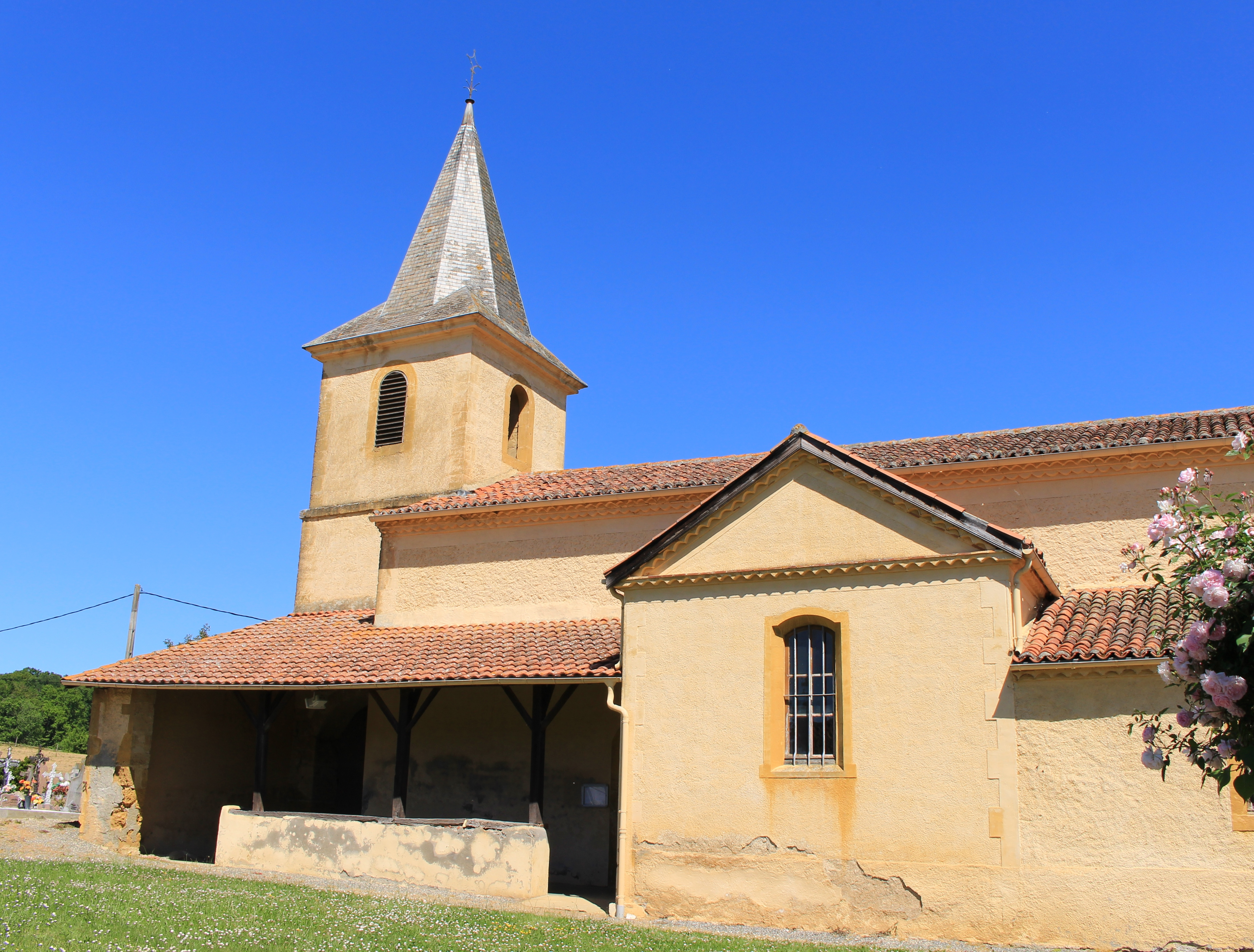
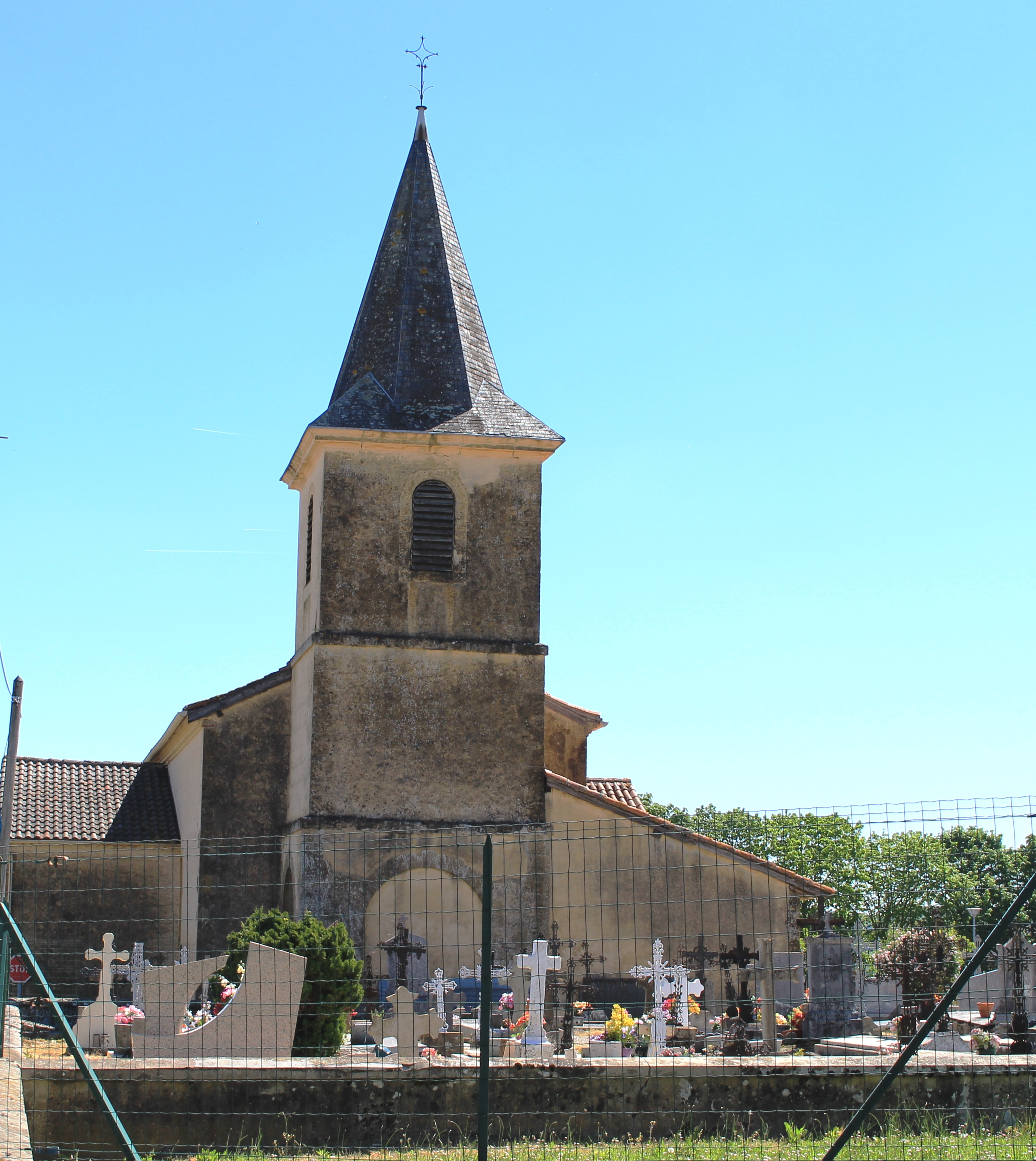

### Personnalités liées à la commune
- Louis d'Astarac de Fontrailles.
- Maison d'Astarac.

### Héraldique
| Blason | Blasonnement : D'or aux deux lions affrontés couronnés de sable, au chef d'azur chargé d'un croissant d'argent accosté de deux étoiles de six rais du même. |